# Strada provinciale 45 Saliceto
La strada provinciale 45 Saliceto è una strada provinciale italiana della città metropolitana di Bologna.

## Percorso
Inizia in corrispondenza del confine tra i comuni di Bologna e Castel Maggiore, in continuazione di una strada proveniente dal rione bolognese di Corticella (sebbene il percorso storico cominciasse dalla SS64 alla Bolognina). Per tutta la sua lunghezza corre parallela all'autostrada A13 ed al canale Navile in direzione nord-est. Appena entrata nel territorio di Bentivoglio, interseca la SP 3. Più a settentrione la SP 45 finisce innestandosi sulla SP 44 presso Bentivoglio.